# Akira Tanno
Akira Tanno (丹野 章, Tanno Akira), né le 8 août 1925 - mort le 5 août 2015, est un photographe japonais, lauréat de l'édition 1998 du prix de la Société de photographie du Japon dans la catégorie « Contributions remarquables ».

## Biographie
De 1957 à 1961, Akira Tanno fait partie, avec Shōmei Tōmatsu, Eikō Hosoe, Ikkō Narahara, Kikuji Kawada et Akira Satō, du collectif de photographes Vivo, qui inspira, dans le Japon d'après-guerre, le mouvement photographique connu sous le nom d' « École de l'image » et influença profondément le style photographique japonais des années 1960 et 1970.